# Norges-filmen
Norges-filmen är en norsk svartvit stumfilm (dokumentär) från 1927. Den regisserades av Tancred Ibsen.